# Walther Coers
Walther Coers (* 4. September 1900; † unbekannt) war ein deutscher Volkswirt.

## Leben
Coers schloss sein Studium als Diplom-Volkswirt ab. Später war er Geschäftsführer der Vereinigung des Zentralfachverbandes des deutschen Handwerks.

## Ehrungen
- 1966: Großes Verdienstkreuz der Bundesrepublik Deutschland